# خوزه ماریا یاروتری
خوزه ماریا یاروتری (انگلیسی: José María Jáuregui; ۱۵ مارس ۱۸۹۶ – ۳ مهٔ ۱۹۸۸) بازیکن فوتبال اهل اسپانیا بود.
وی همچنین در تیم ملی فوتبال اسپانیا بازی کرده‌است.